# Simon Theodor Rauecker
Simon Theodor Rauecker (* 15. November 1854 in München; † 19. Januar 1940 ebenda) war ein deutscher Architekt, Kunstmaler und Mosaikkünstler.

## Werdegang
Nach der Schule studierte Rauecker zunächst am Münchner Polytechnikum, um Baumeister zu werden. In München wurde er Mitglied des Corps Cisaria. Nach seinem Studium arbeitete er bis 1880 in Frankfurt am Main als Architekt. Zwischen 1880 und 1885 war er an der Innenausstattung der bayerischen Königshäuser, vor allem  in Schloss Neuschwanstein tätig.
Ab 1904 war Rauecker Inhaber der Königlich Bayerischen Mosaik-Hofkunstanstalt und er betätigte sich vorwiegend als Mosaikkünstler.
Rauecker wurde auf dem Friedhof Solln beigesetzt, das Grab ist inzwischen aufgelassen.

## Arbeiten als Kunstmaler

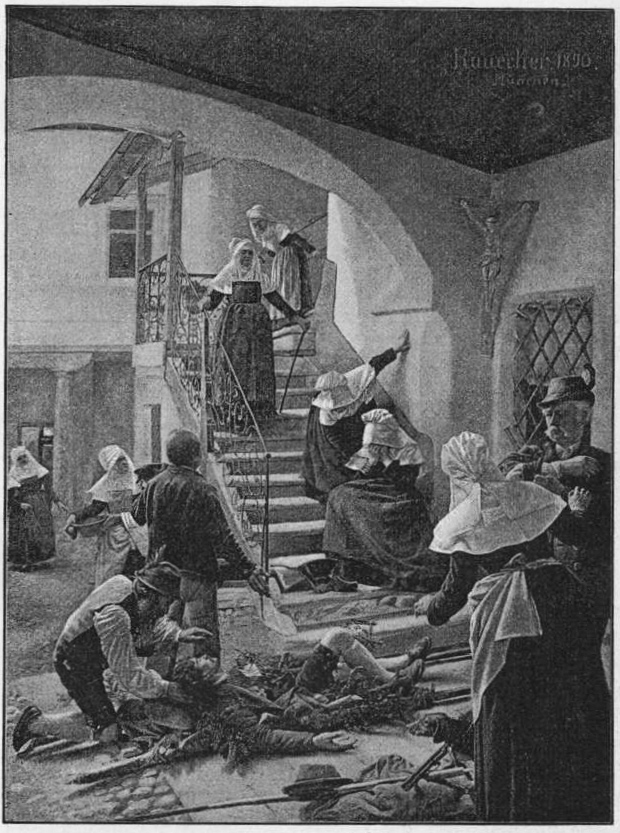
„Das Ende vom Lied“, 1890;
Illustrierter Katalog der Münchener Jahresausstellung von Kunstwerken Aller Nationen im königlichen Glaspalaste 1890

- Frühlingsdramen (1887)
- Porträt meines Vaters (1889)

## Arbeiten als Mosaikkünstler

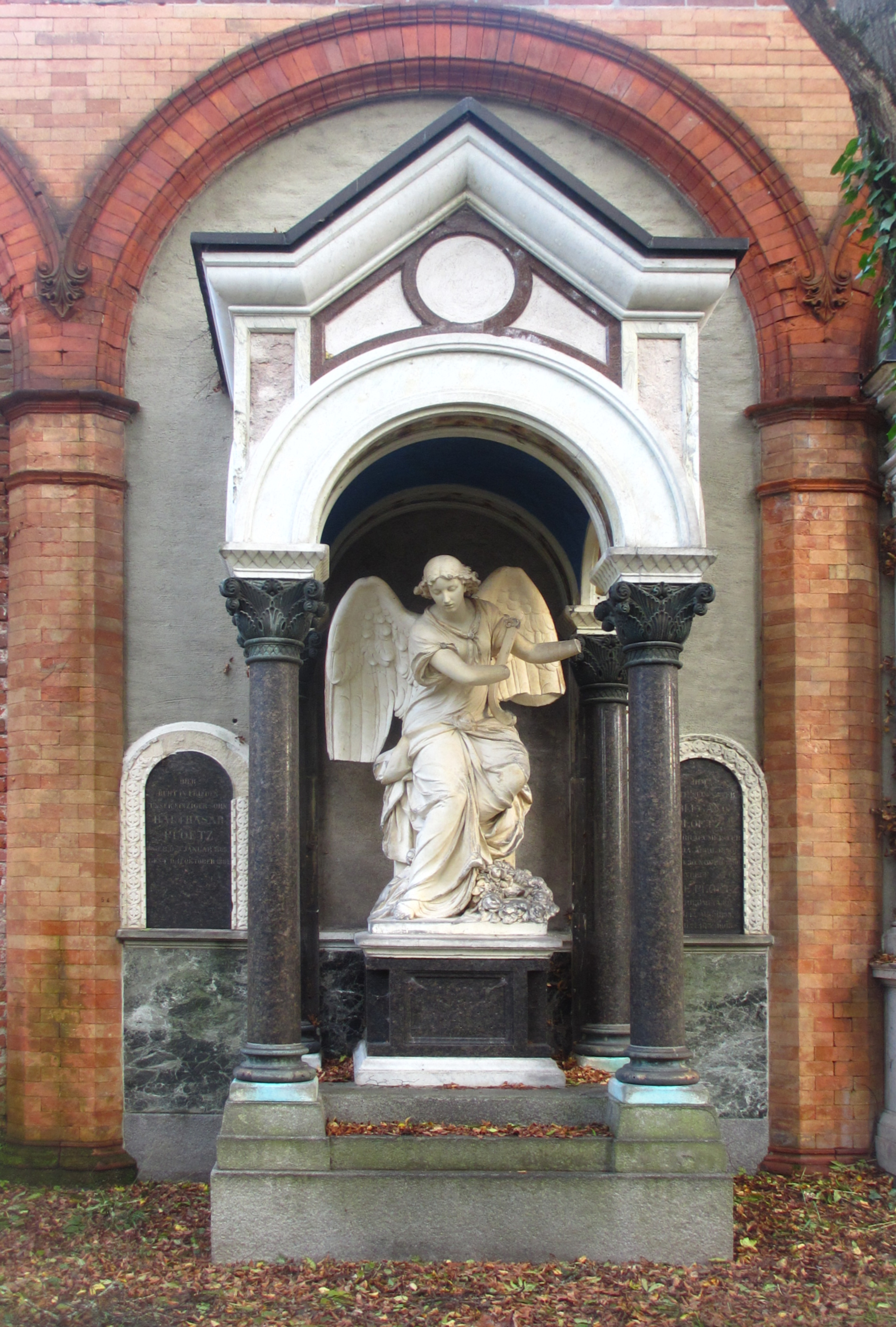
Grab für Wolfgang Plötz auf dem Alten Südlichen Friedhof in München

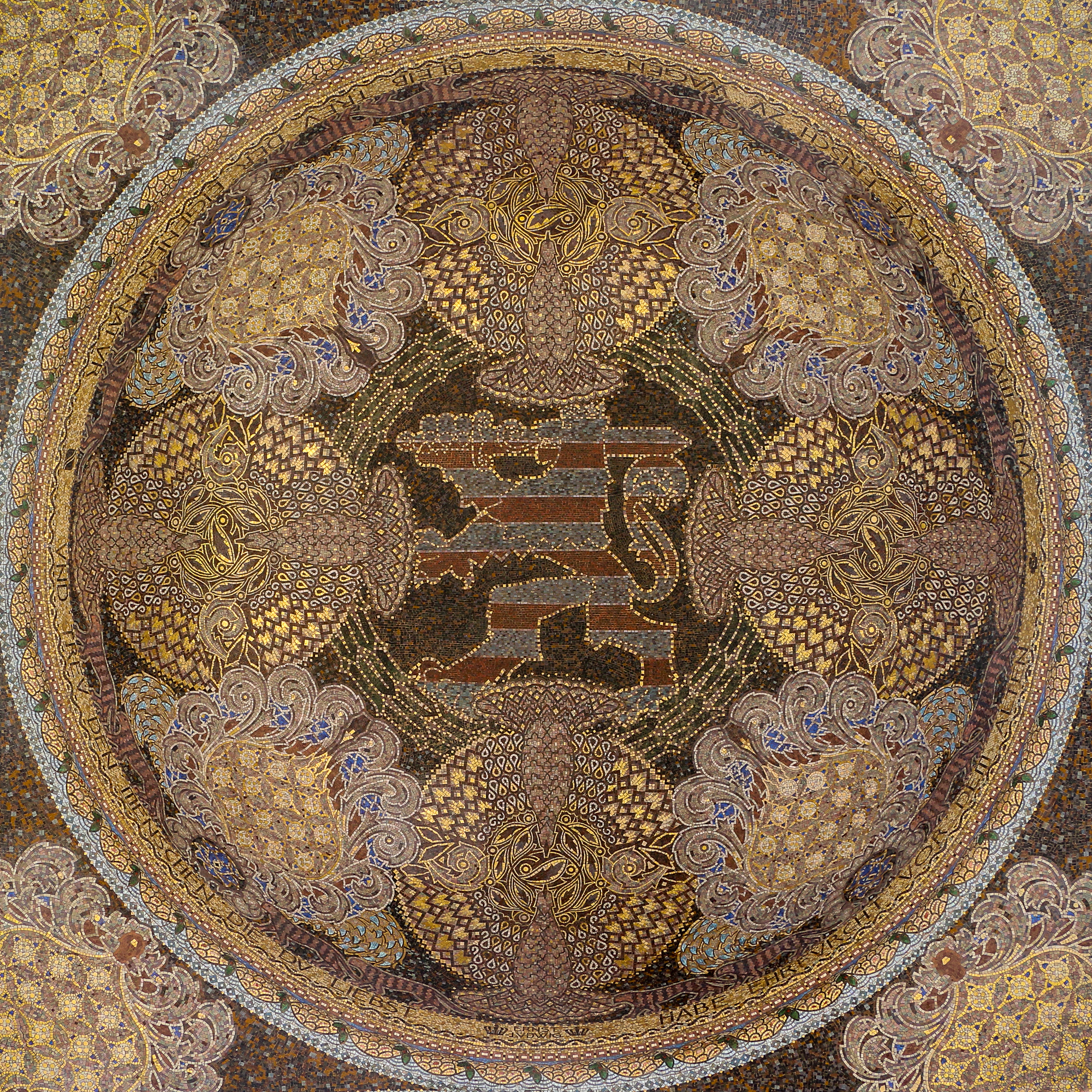
Mosaizierte Kuppel (Baldachin) im Ausstellungsgebäude auf der Mathildenhöhe in Darmstadt

- Der Entwurf der 1884 errichteten Grabstätte für den Sohn des wohlhabenden Brauermeisters Wolfgang Plötz auf dem Alten Südlichen Friedhof in München (Neue Arkaden Nr. 54 – gegenüber Gräberfeld 35) stammt von Theodor Rauecker.[5] Die ursprünglich reichhaltigen Mosaikflächen, die auf einem alten Foto[6] noch erkennbar sind, stammten vermutlich ebenfalls von Rauecker.
- Im Jahr 1903 mosaizierte Rauecker die von dem ebenfalls in Solln lebenden Kunstmaler Carl Johann Becker-Gundahl entworfene Apsis in der Pfarrgemeinde St. Maximilian in der Auenstrasse in München, die Maria als Königin aller Heiligen feiert. Die Gestaltung des Gemäldes als Mosaik und dessen byzantinische Elemente erinnern an die Kunst des frühen Christentums.
- Eine weitere Mosaikarbeit Raueckers findet sich im Vestibül des Erweiterungsbaus der Ludwig-Maximilian-Universität. Es ist die personifizierte Zeit mit Zepter und Sanduhr, die auf einem mit Muscheln besetzten goldenen Thron sitzt. Im Sockel des Throns steht auf der linken Seite eine Inschrift, die den Namen des entwerfenden Künstlers und der ausführenden Firma enthält: „W. Köppen inv. Zh. Rauecker Mosaik“.
- Zu dem über München hinaus bekannten Werk zählt Raueckers Mosaikarbeit, die den Baldachin im Ausstellungsgebäude auf der Mathildenhöhe in Darmstadt schmückt. Das Mosaik zeigt den Darmstädter Löwen mit geschultertem Schwert, umgeben von Blumen und Tieren. Die Kuppel ist mit einem Zitat des Großherzogs umfangen: „Hab Ehrfurcht vor dem Alten und Mut das Neue frisch zu wagen, bleib treu der eigenen Natur und treu den Menschen die du liebst“
- Apsismosaik mit dem auferstandenen Christus über dem Altar der Lutherkirche in Bad Steben
- 1903: Mosaik der Thronenden Madonna mit dem Jesuskind an der östlichen Außenfassade der Josefskirche in Frangart (Südtirol), nach Entwurf des Bozener Malers Heinrich Told
- Um 1910: Dreiteiliges Mosaikbild (Triptychon) eines Handwerker-Triumphzuges im Jugendstil im Neuen Rathaus von Hannover, in der Mitte untertitelt Handwerk hat goldenen Boden, mit der Künstlersignatur Raueckers, laut dem Hannover Kunst- und Kultur-Lexikon jedoch aus der Urheberschaft von Julius Diez:[7]
- 1913: Dreiteiliges Mosaikbild (Triptychon) im Jugendstil im Botanischen Institut von München-Nymphenburg, in der Mitte untertitelt Litteris et Floribus mit der Künstlersignatur Raueckers, jedoch aus der Urheberschaft von Julius Diez.

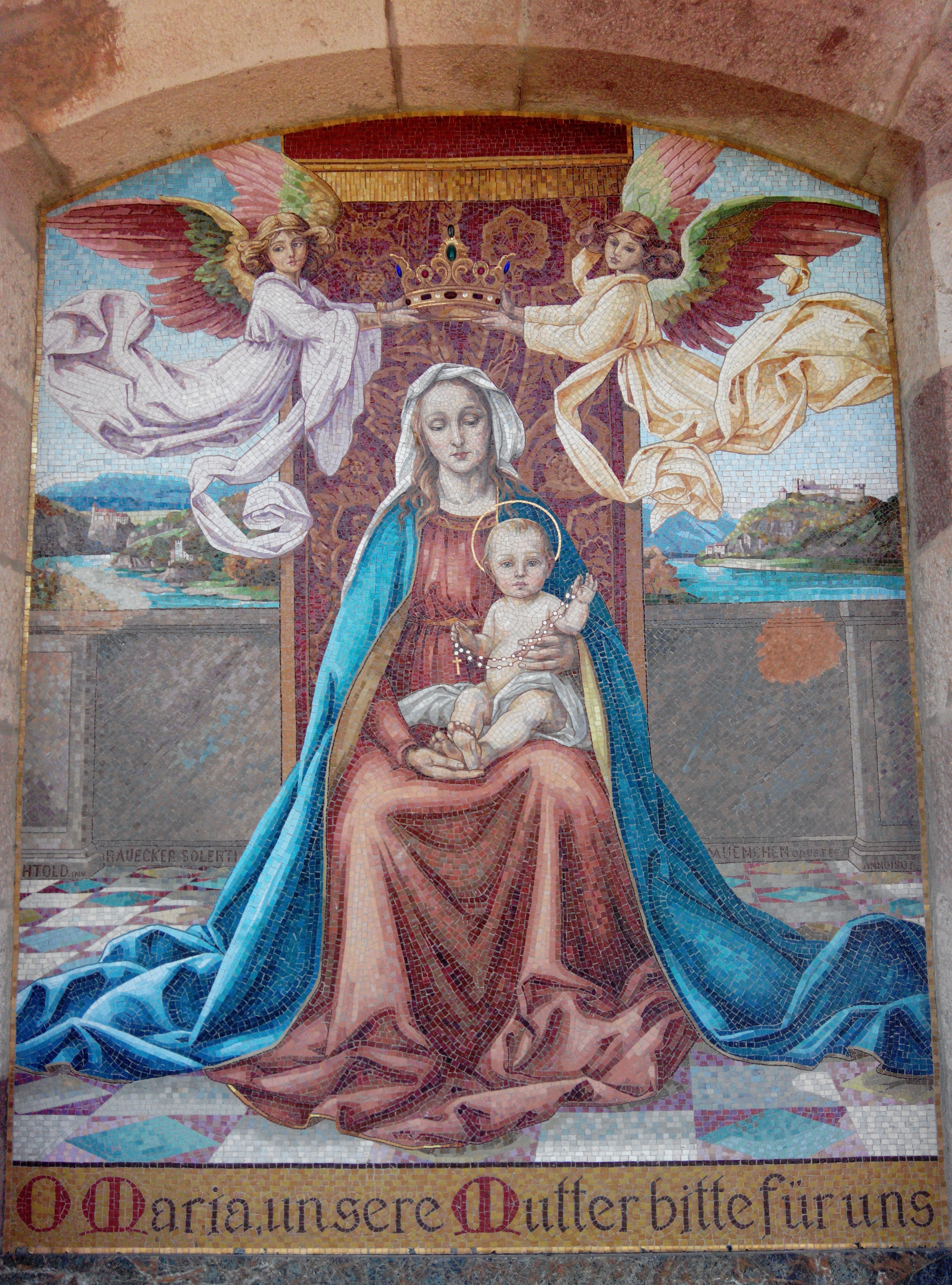
Mosaik in der Pfarrkirche St. Josef in Frangart bei Eppan in Südtirol
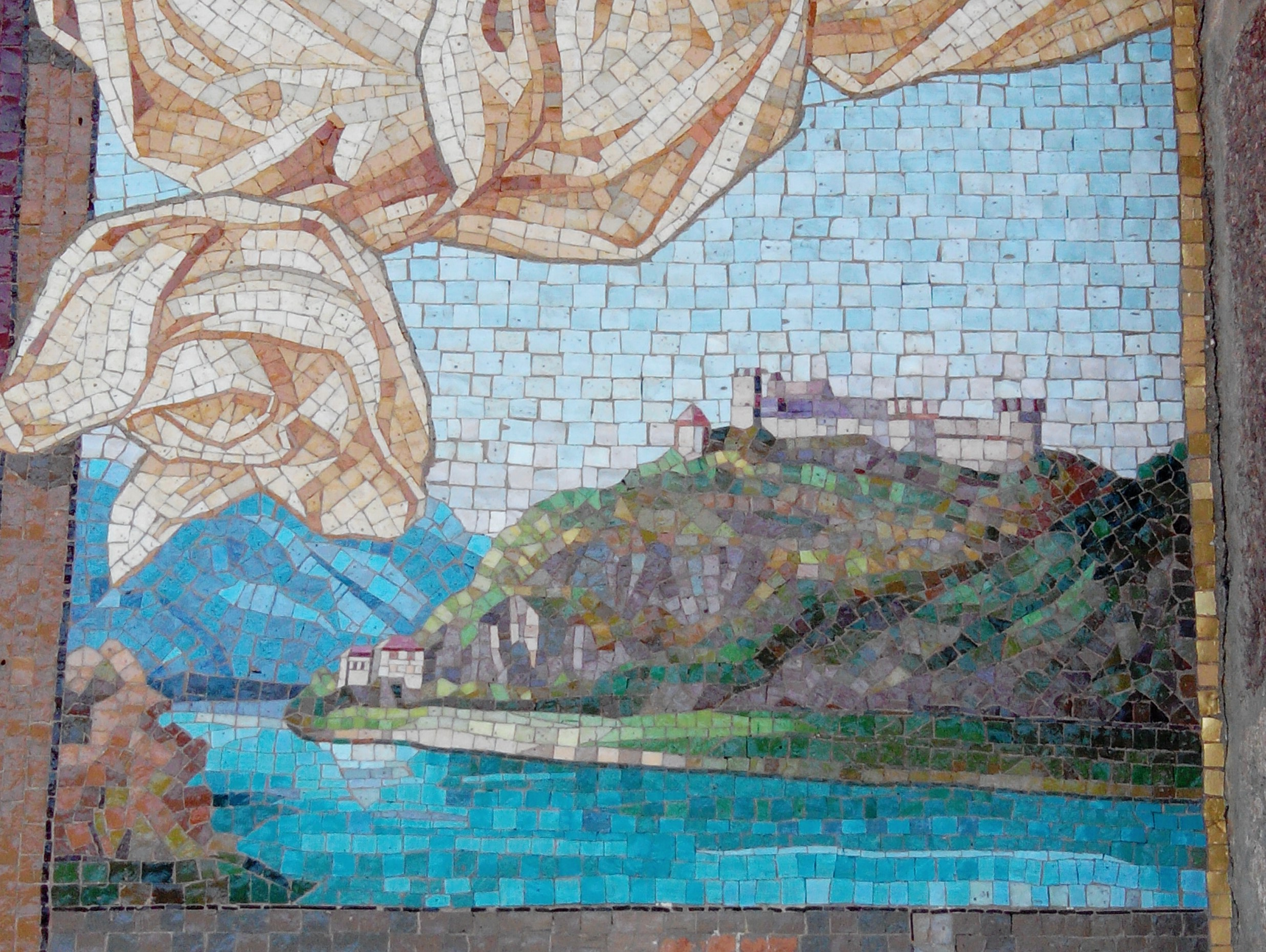
Burg Sigmundskron als Mosaikdetail in der Pfarrkirche St. Josef in Frangart bei Eppan in Südtirol
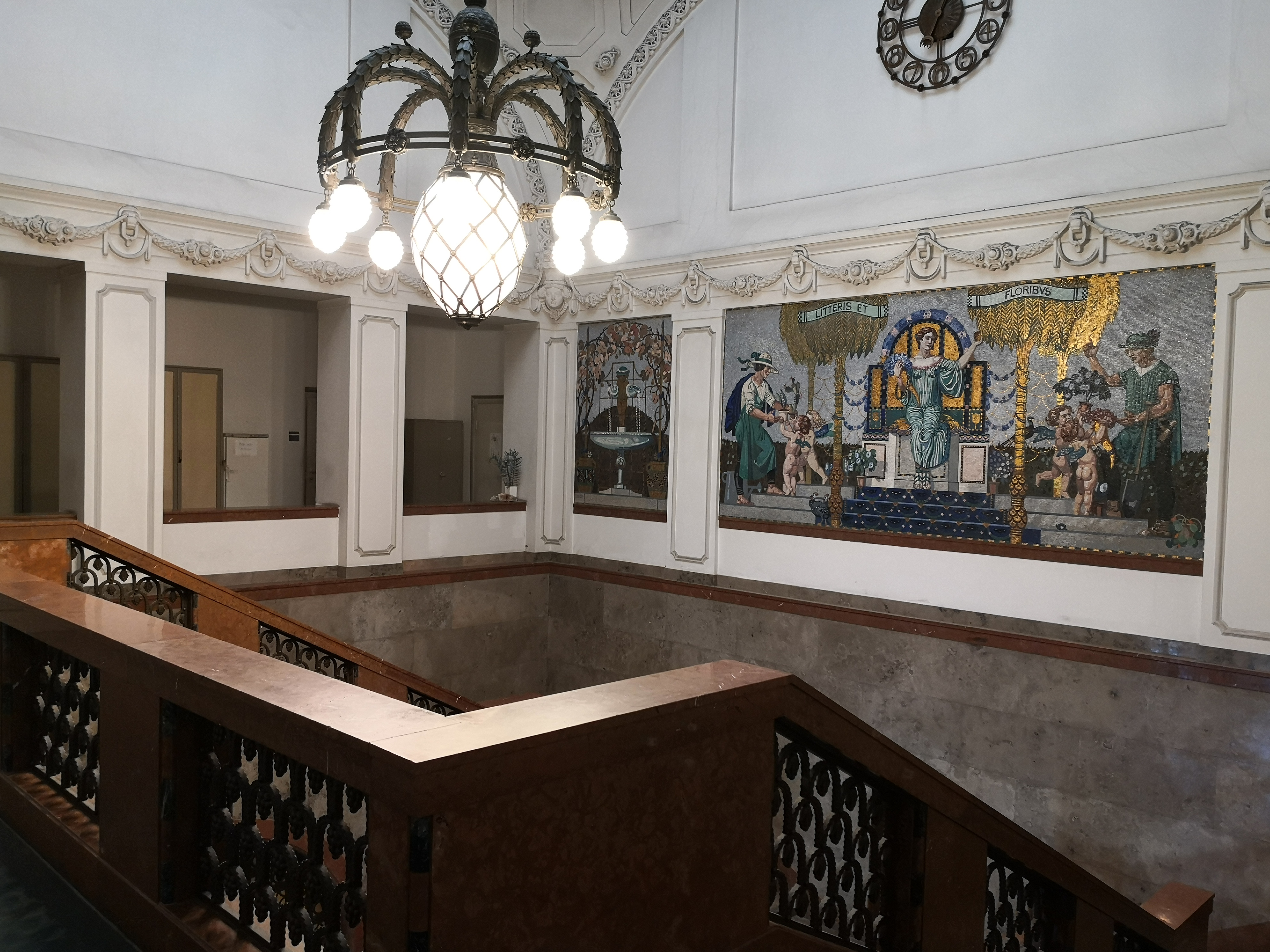
Mosaik im Botanischen Institut München-Nymphenburg, von Theodor Rauecker (signiert in der rechten unteren Ecke) und Julius Diez, Photo H. Heberlein, 2020